# Wolfgang Thal
Wolfgang Thal (* 30. Mai 1924 in Magdeburg; † 10. Juni 2006) war ein deutscher Schauspieler, Film- und Synchronregisseur.

## Leben
Nach einer durch den Krieg unterbrochenen Ausbildung zum Schauspieler in den frühen 1940er Jahren debütierte Wolfgang Thal 1947 in Wittenberg. Nach Zwischenstationen in Senftenberg und Köthen kam er 1951 nach Berlin und arbeitete dort für ein Jahrzehnt am Maxim-Gorki-Theater und am Deutschen Theater. In diese Zeit fallen auch schon Auftritte in Spielfilmen und in Fernsehproduktionen. Seit den 1960er Jahren arbeitete Thal vor allem als Fernsehregisseur, Schauspieler und Synchronsprecher für die DEFA, den Deutschen Fernsehfunk und in diesem Rahmen beispielsweise für das Fernsehtheater Moritzburg in Halle (Saale). Thals Sohn Raiko arbeitet in Berlin als Fernsehmoderator und als Schauspieler.

## Filmografie
- 1954: Alarm im Zirkus
- 1954: Der Fall Dr. Wagner
- 1955: Hotelboy Ed Martin
- 1960: Die Talente (Fernsehfilm)
- 1960: Fernsehpitaval: Der Fall Haarmann (Fernsehreihe)
- 1960: Alwin der Letzte
- 1961: Die Mutprobe (DEFA Produktionsgruppe Das Stacheltier)
- 1961: Drei Mann auf einem Pferd (Fernsehfilm)
- 1961: Antiquitäten (Blaulicht; Fernsehserie)
- 1962: Wenn ich das gewusst hätte (Fernsehfilm)
- 1962: Unsere Straße – unsere Liebe
- 1962: Altweibersommer
- 1965: Das Streichquartett (Fernsehtheater Moritzburg)
- 1966: Irrlicht und Feuer (Fernsehfilm, Zweiteiler)
- 1966: Eine Ruhetag (Fernsehtheater Moritzburg)
- 1966: Das Pflichtmandat (Fernsehtheater Moritzburg)
- 1967: Zwei Engel steigen aus (Fernsehfilm)
- 1968: Geheimkommando Ciupaga (Teile 1 bis 3; Fernsehserie)
- 1968: Standpunkt in Socken (Fernsehtheater Moritzburg)
- 1969: Warum ist es am Rhein so schön (Krause und Krupp; Fernsehserie)
- 1971: KLK an PTX – Die Rote Kapelle
- 1974: Maria und der Paragraph (1. Episode; Fernsehserie)
- 1975: Eine Stunde Aufenthalt (Fernsehfilm)
- 1976: Die Emser Depesche (Fernsehfilm)
- 1976: Polizeiruf 110: Schwarze Ladung (Fernsehreihe)
- 1977: Polizeiruf 110: Alibi für eine Nacht
- 1981: Streichquartett (Fernsehtheater Moritzburg)
- 1983: Das Gewissen (Martin Luther; Fernsehserie)
- 1984: Flieger (Fernsehfilm)
- 1984: Pension Butterpilz – Das Freizeitparadies (Fernsehtheater Moritzburg)
- 1984: Spielgefährten: Karl und Kasimir (Fernsehtheater Moritzburg)
- 1986: Das Eigentor (Fernsehfilm)
- 1986: Die verlorene Tochter (Rund um die Uhr; Fernsehserie)
- 1986: Der fliegende Holländer (Rund um die Uhr; Fernsehserie)
- 1986: Giftige Kirschen (Rund um die Uhr)
- 1986: Jeckenklau und Alkohol (Rund um die Uhr)
- 1986: Sternenhimmel und Alltag (Rund um die Uhr)
- 1989: Wendepunkte (Die gläserne Fackel; Fernsehserie)
- 1990: Erster Verlust

### Regiearbeiten
- Heute bei Krügers (Fernsehserie)
  - 1960: Die neue Wohnung
  - 1960: Junger Mann mit Aussteuer
  - 1960: Vorweihnachtliche Überraschung
  - 1961: Wenn zwei das gleiche tun
  - 1961: Das Aktbild
  - 1961: Das unbeschriebene Blatt
  - 1961: Junger Mann mit Aussteuer

### Dialogregie
- 1981: Sing, Cowboy sing

### Synchronregisseur
- Die gläserne Fackel (Fernsehserie)
  - 1989: Die Gründung
  - 1989: Die Stiftung
  - 1989: Die Waffenschmiede
  - 1989: Der Konzern
  - 1989: Wendepunkte
  - 1989: Die Entscheidung
  - 1989: Zukunftslinien

## Synchronrollen (Auswahl)
- 1957: Jaroslav Mares als Student Prokupek in Jan Hus
- 1999–2001: Stephen Fry (Staffel 1–2); Anthony (Jackson Staffel 3) als Cowslip in Unten am Fluss